# HAT-P-1 b
HAT-P-1 b는 태양과 비슷한 항성 ADS 16402 B 주위를 돌고 있는 외계 행성이다. ADS 16402 B는 ADS 16402 항성계 구성원 중 어두운 쪽이다. 이 행성은 지구에서 볼 때 도마뱀자리 방향으로 453광년 떨어진 곳에 있다. HAT-P-1 b는 부피가 지금까지 발견된 외계 행성들 중 가장 크며, 부피가 큰 만큼 밀도 또한 가장 낮다.

## 발견
HAT-P-1 b는 통과법을 이용해 발견되었다. 지구에서 바라보았을 때 어머니 항성 앞을 행성이 통과하면, 그 행성은 어머니 항성의 빛 중 일부를 가리게 된다. HAT-P-1 b은 어머니 항성 빛의 0.6퍼센트를 감소시켰다. 이 감소량을 통해 행성의 반지름과 공전 주기를 구할 수 있다. 이 행성은 HATNet 프로젝트에서 애리조나주 및 하와이주에 있는 망원경을 통해 발견되었으며, 2006년 9월 14일 발견 사실이 공표되었다.

## 공전운동 및 질량
HAT-P-1b는 어머니 항성에 매우 가까이 붙어 있으며, 1회 공전주기는 4.47일에 불과하다. 따라서 이 행성은 뜨거운 목성 부류에 들어간다. 어머니 항성에서의 거리가 827만 킬로미터에 불과하기 때문에 강한 기조력으로 말미암아 행성의 공전 궤도는 미지의 행성이 이 행성의 궤도를 찌그러뜨리고 있지 않은 이상 원에 가까운 상태일 것이다. 현재 관측 도구들로는 행성의 공전궤도 이심률을 알아내기에는 능력이 충분치 않기 때문에, 공전궤도가 정원에 가까운 상태일 것으로 가정하고 있는 상태이다. 그러나 행성의 이심률은 0.067 이하일 것으로 계산이 이루어졌다.
행성의 질량을 결정하기 위해서 N2K 컨소시엄에서 시선속도 변화량을 측정했다. 이 실험은 항성 스펙트럼의 도플러 효과를 관측하는 방법으로 수행되었다. 통과법을 이용해 구한 궤도경사각을 통해 행성의 질량은 목성의 52.4퍼센트 수준임을 알아냈다.

## 특징
질량 및 반지름이 크기 때문에 HAT-P-1b는 수소와 헬륨으로 이루어진 가스 행성으로 보인다. 따라서 HAT-P-1b에는 표면이라고 부를 수 있는 확실한 층이 없다. 현재 이론으로는 이들은 처음에 태어났을 때는 항성에서 먼 곳에 있었다가 이후 현재의 궤도로 이동해 온 것으로 보고 있다.
HAT-P-1b의 밀도는 현재까지 발견된 외계 행성들 중 가장 작고, 반지름은 이론적 모형으로 예상했던 수치보다 훨씬 더 크다. 이러한 양태는 행성 내부에 추가적인 열원이 존재함을 알려 주는 것이다. 한 가지 가능한 가설로, 이심률이 큰 궤도로 인한 조석열 때문이라는 것이 있다. 그러나 HD 209458 b의 경우는 열로 팽창한 대기를 지니고 있음에도 원형 공전 궤도를 그리고 있다.
또 다른 가능한 가설로, 이 행성의 적도경사각이 천왕성처럼 크다는 것이 있다. 이 가설의 문제점은 어떤 행성이 큰 적도경사각을 가지기가 확률적으로 매우 힘들다는 것이다.